# Bogna Burska
Bogna Hanna Burska (ur. 28 września 1974 w Warszawie) – polska artystka wizualna i dramatopisarka.

## Życiorys
W 2001 roku ukończyła z wyróżnieniem studia na ASP w Warszawie. Od 2006 r. pracuje na Wydziale Rzeźby i Intermediów w Katedrze Intermediów gdańskiej ASP. W 2009 r. uzyskałą tam stopień doktora sztuk plastycznych na podstawie rozprawy pt. „Przestrzenny obraz czasu – rzeźby wideo”, wykonanej pod kierunkiem prof. Wojciecha Zamiary, a w 2016 r. stopień doktora habilitowanego sztuk pięknych. Jest współzałożycielką Warszawskiego Aktywu Artystów (WAA). Mieszka i pracuje w Warszawie i Gdańsku.

## Twórczość
Artystka wizualna i dramatopisarka. Jej pierwsze, malarskie realizacje malowane były palcami na płótnie, ścianie i szkle. Tworzą kompozycje przypominające zakrzepłe smugi krwi. Burska aranżuje również wnętrza poprzez drobne, niepokojące interwencje (Arachne, 2003). Komponowała mozaikowe układy kolorowych fotografii, w których zestawia uszkodzone fragmenty ciała z kwiatami (Życie jest piękne, Algorytm 2002). W pracach wideo wykorzystuje sekwencje z popularnych filmów oraz telewizyjnych relacji, wchodząc w polemikę z kanonami estetyki i przyzwyczajeniami zakorzenionymi w wizualnej warstwie kultury. Seria filmów found footage gra z przemieszczającymi się zwierciadłami (2006-2008) i inne prace w tej technice (Tysiąc śmierci 2010/2011, Bitwa pod Grunwaldem 2011) ukazują mechanizmy powstawania i obrazowania współczesnych narracji kulturowych. Autorka pierwszego polskiego tekstu dramatycznego o środowisku zajmującym się sztuką współczesną Gniazdo. Sztuka o tym jak użyć rzeczy w sposób nieodpowiedni i potem ich jeszcze nie zmarnować (“Dialog” 2013.9) i innych tekstów dramatycznych. Wystawia w kraju i za granicą.
Motywem, który pojawia się w większości jej wczesnych prac jest krew. Białe płótna pochlapane czerwoną farbą (bez tytułu, 2001), witraże z krwistymi smugami (Witraże, Kościół Mariawitów, Pogorzel, 2002 oraz Friedenkirche, Frankfurt nad Odrą, 2004), fotografie poplamionego krwią śniegu (Droga 2003), instalacja – ślepy korytarz umazany krwią przez czyjeś pełzające ciało, ślizgające się po ścianach ręce (bez tytułu, BWA w Zielonej Górze, 2001, oraz CSW Zamek Ujazdowski w Warszawie, 2002) – wszystkie te, nieco teatralne, realizacje mają zwrócić uwagę widzów na traumę, ból, pomóc oswoić to, co kulturowo wyparte.
Paweł Leszkowicz w kontekście prac Burskiej mówi też o pamięci architektury – pamięci miejsca, które gromadzi w sobie, kumuluje wszelkie emitowane energie, ludzkie emocje (2002). Ten motyw bardzo silnie pojawia się w jednej z pierwszych realizacji artystki – instalacji bez tytułu pokazanej w lubelskiej galerii Białej (2002). Pomieszczenia galerii zamienione na mieszkanie: salon i pokój dziecka – dziewczynki, na co wskazują wszelkie przedmioty tam zgromadzone. Pośród typowego wyposażenia, przeciętnych mebli, umieszczono nie zaścielone łóżko. Po zbliżeniu się doń na prześcieradle dostrzec można było plamę krwi – ślad rany, dowód zbrodni, który można traktować także jako metaforę dorastania, stawania się przez dziewczynkę kobietą. Izabela Kowalczyk pisze o defloracji albo menstruacji, jako równoważnych elementach inicjacji w kobiecość (2003).

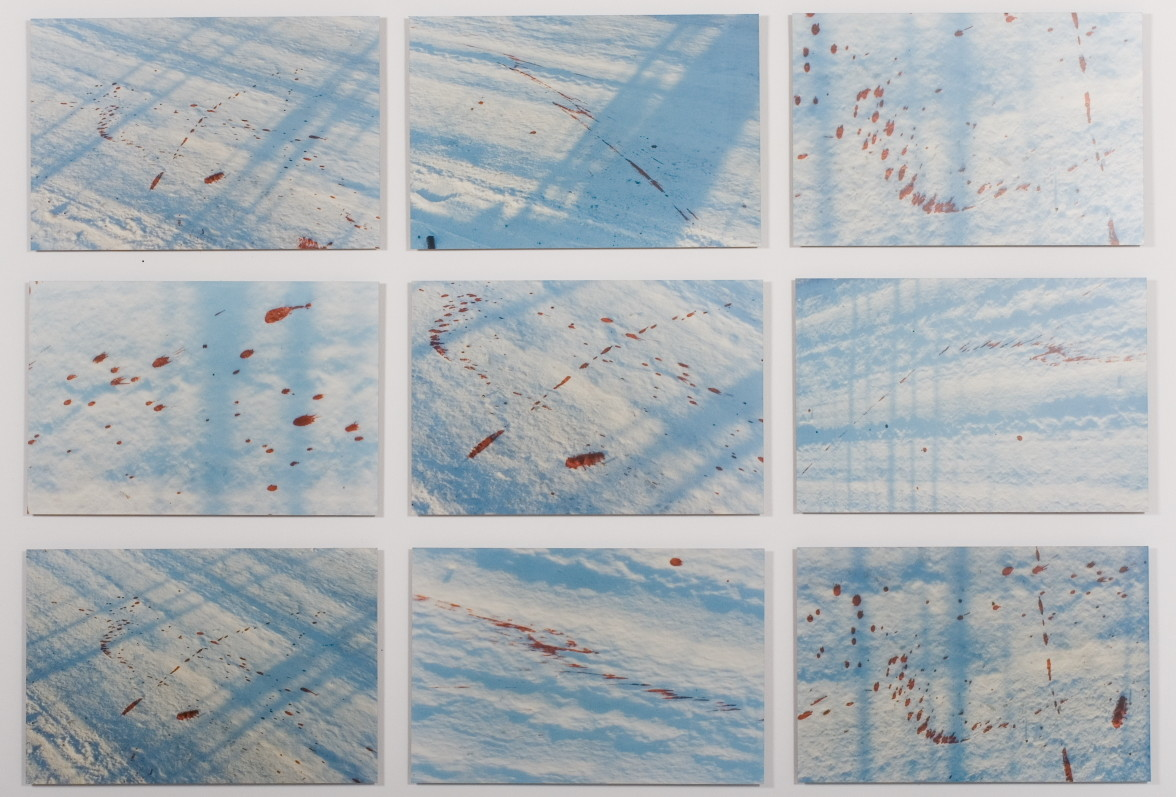
Droga, 9 zdjęć, 65 × 40 cm każde, 2003, Zachęta, Warszawa

Feministyczna refleksja w twórczości Burskiej pojawia się także w instalacji i wideo Arachne (2003), gdzie w luksusowej, spowitej różem sypialni rodem z serialu Dynastia pomiędzy kosztownościami, kosmetykami, po puszystym dywanie i miękkim łóżku przechadza się włochata pajęczyca. Artystka odwołuje się tu do klasycznej opowieści o prządce Arachne i feministycznej interpretacji tego mitu, gdzie jego bohaterka staje się archetypiczną twórczynią, a tkanie/plecenie synonimem kobiecej twórczości. Z drugiej strony Burska porusza kwestię kobiecych pasji i fobii.
W jej sztuce pojawia się również innego typu mitologia – rozumiana jako popkulturowa mitologizacja i symboliczne nacechowanie pewnych treści. W filmie found footage (technika polegająca na montażu fragmentów wyciętych z innych filmów) Deszcz w Paryżu (2004), łącząc ze sobą krew, łzy i deszcz – nieodłączne symbole Paryża nadmiernie wykorzystywane przez kulturę masową i przemysł filmowy, dekonstruuje mit tego miasta jako stolicy miłości i namiętności. Realizacja ta jest również ciekawą refleksją dotyczącą ról płciowych i ich stereotypizacji.
Prace Burskiej są także refleksją o pięknie, stawiają pytanie o granice sztuki. Do takich należy Książka (2004), na którą składają się 24 fotografie – parami zestawione ze sobą widoki zaplamionego krwią śniegu oraz pochmurnego nieba.

## Wystawy
- 2006: Vazante Giedre Bartelt Galerie, Berlin; Un core cosi bianco, wyst. ind. Galeria PL, Rzym; Opady, wyst. ind. Kronika, Bytom; Małgorzata, wyst. ind. Galeria Biała, Lublin; YOU WON’T FEEL A THING, Kunsthaus Dresden; Na własną rękę, Zachęta Warszawa;
- 2005: Wnętrza Galeria Arsenał, Białystok; uwaga! polen kommen; Weimar; Miłość i demokracja, Stary Browar, Poznań;
- 2004: Salon telewizyjny Zachęta, Warszawa; Piękno, czyli efekty malarskie, Galeria Bielska BWA, Bielsko-Biała; As White as Snow, as Red as Blood, Giedre Bartelt Galerie, Berlin;
- 2003: Doba romantyzmu Pałac Sztuki, Lwów; Biały Mazur, NBK Berlin; Seduced, Prague Biennale 1, Prague;
- 2002: Życie jest piękne Galeria CO2, Gliwice; Polska, Teatr Akademia, Warszawa; novart.pl, Kraków.